# شات کارما
شات کارماها (به سانسکریت: षटकर्म) که به عنوان شات کریا هم شناخته می شوند، در یوگا مجموعه ای از تمرینات پاکسازی بدن هستند که شخص را برای تمرینات اصلی یوگا آماده می کنند.